# Хилков, Юрий Яковлевич
Князь Юрий Яковлевич Хилков (1661—1729) — стольник, воевода, генерал-майор, новгородский губернатор во времена правления Фёдора III Алексеевича, правительницы Софьи Алексеевны, Ивана V и Петра I Алексеевичей, Екатерины I Алексеевны и при малолетнем Петре II Алексеевиче.
Старший сын окольничего Якова Васильевича Хилкова (ум. 1691) и его жены Анны Илларионовны Лопухиной. Имел братьев, князей Михаила и Андрея Яковлевичей.

## Биография
В 1676-1686 годах в Боярской книге записан стольником. В 1692-1703 годах комнатный стольник царя Петра I Алексеевича. Воевода соликамский и великопермский (21.02.1695 — 1696). В конце XVII века вместе с братом Андреем Яковлевичем в составе группы стольников и бояр изучал кораблестроение и мореходство в Венеции. В 1703 году тридцать девятый комнатный стольник. В 1719-1725 годах воевода в Новгороде. В 1727—1729 годах — первый новгородский губернатор.
Унаследовал многочисленные вотчины: в т.ч. сельцо Маринино Бежецкого уезда, Кобылино (Никольское) Московского уезда, деревня Головково Переславского уезда.

## Семья
Женат трижды:
1. Свиньина Мария Максимовна.
2. Касимовская Домна Васильевна — дочь Сеид-Бурхана Касимовского.
3. Нелединская Евдокия Петровна.

Дочери:
- Прасковья (1682—1730) — замужем за сенатором князем А. Г. Долгоруковым (ум. 1734).
- Екатерина (ок. 1700 — 1768) —замужем за Михаилом Васильевичем Чаадаевым.